# Râul Slimnic, Vișa
Râul Slimnic este un curs de apă, afluent al râului Vișa. 

## Hărți
- Harta județului Sibiu